# زاميا سوكونوسكو
زاميا سوكونوسكو (الاسم العلمي:Zamia soconuscensis) هي نوع من النباتات تتبع جنس الزاميا من الفصيلة الزامية.